# Cine Rialto (Casablanca)
El Cine Rialto (en francés: Cinema Rialto, en árabe: سينما ريالطو) es un cine situado en Casablanca, Marruecos. Fue construido en 1929, durante el protectorado francés, siendo uno de los más antiguos de Marruecos. Su arquitecto es Pierre Jabin.
Es símbolo de una época de auge de la cultura del entretenimiento en la ciudad. El cine acogió los estrenos de películas internacionales, y también a artistas como Édith Piaf, Charles Aznavour, Dizzy Gillespie, entre otros. En 1943, la artista estadounidense Josephine Baker actuó en el Rialto para los soldados estadounidenses estacionados en Marruecos después de la Operación Torch en la Segunda Guerra Mundial. En él también se realizan obras de teatro. 

## Arquitectura
El cine es un ejemplo de la arquitectura art decó, por la que es famosa Casablanca. El cine tiene capacidad para 1350 personas, pudiendo albergar su característico entrepiso 400. A pesar de las numerosas renovaciones realizadas a lo largo de los años, el estilo arquitectónico se mantiene.